# Манастир Крушедол
Манастир Крушедол припада Епархији сремској Српске православне цркве и представља непокретно културно добро као споменик културе од изузетног значаја. Налази се на југоисточним обронцима Фрушке горе у Војводини.
Сам манастир се налази у атару села Крушедол, на путу између сремског градића Ириг и села Марадик. Манастир је задужбина породице последњих српских деспота у Срему - Бранковића. 
Крушедол се састоји од две целине, мушког манастира са црквом посвећеном Благовестима који је основао владика Максим Бранковић и женског манастира са црквом посвећеном Сретењу, који је подигла његова мајка, замонашена деспотица Ангелина.
Владика Максим започиње изградњу манастира Крушедол који постаје седиште Београдско-сремске митрополије. Саграђени су манастирска црква посвећена Благовештењу и конаци на земљишту српског деспота Јована Бранковића између 1509. и 1521. године. Претходно је деспот Јован у Беркасову издао даровну грамату 4. маја 1496. године. У њој је навео да 16 својих у Срему лежећих села даје манастиру Крушедолу.
Породица Ђорђа Бранковића, два патријарха Српске православне цркве и краљ Милан Обреновић су сахрањени у Крушедолу.

## Историја
Крушедол се састоји од две целине, мушког манастира са црквом посвећеном Благовестима који је основао владика Максим Бранковић и женског манастира са црквом посвећеном Сретењу, који је подигла његова мајка, замонашена деспотица Ангелина. 
Манастир је основао деспот Ђорђе Бранковић (у монаштву назван Свети Максим) уз помоћ влашког војводе Јована Њагоја, између 1509. и 1516. године. Неки истраживачи сматрају да се на том месту налазило светилиште старе словенске вере.
Недалеко од манастира Крушедола, мајка Ангелина је подигла цркву и женски манастир у којем је и сама живела. Та црква је касније постала парохијска црква села Крушедола. У 19. веку су још постојали остаци манастирских ћелија у којима је живела крушедолска породица Ћелијашевић.
У историји монаштва се постојање двојних манастира може пратити од најстаријих времена, а могућност њиховог оснивања предвиђена је већ типиком Светог Василија Великог.
У манастиру су одржана два српска црквено-народна сабора 1706. и 1708. године.
Средином 17. века манастир има импозантан број калуђера. Било их је по сведочењу владике Мелентијевића (1723) тада - 90 калуђера и 12 стараца који су живели у "киновијској заједници". Приликом повлачења Турака из Срема 1716, манастирски конаци су оштећени, а црква спаљена. Било је то током опсаде Петроварадина, као и након турског пораза. По архимандриту Димитрију Крестићу: Манастир као и сав предео оплене; монахе који се нису уклонили, потуку; а телеса светитеља исеку и искомадају.

### Обнављање Манастира
Обнављање манастира је почело 1721. године и трајало је 35 година. Митрополит Вићентије Поповић је направио општу кухињу, трпезарију, подрум.
Аутори уљаног зидног сликарства у обновљеном манастиру били су Јов Васиљевић и Стефан Тенецки.
Највеће заслуге је имао Никанор Мелентијевић, епископ Печујски. Он је ту био од првог дана монашког живота; прошао све степенице од ђака, преко ђакона до свештеника. Патријарх Арсеније га је поставио за архимандрита Крушедолског, а Митрополит Софроније - за епископа Печујског. Али када је сазнао да је изгорео манастир Крушедол, он је оставио своју владичанску столицу у Печују, дошао на Фрушку гору и сав се посветио обнови Крушедола. Подигао је дугу источну страну манастира са капелом, уз коју је направио своју ћелију прозвану Владикина соба. Изградио је још и гостионицу и оставе за усеве, чије је плодове манастир десетком убирао. У манастиру се Никанор и упокојио 1739. године, а на гробном споменику је било уклесано: Бист великиј ктитор.
Уз западно крило конака изграђен је високи барокни звоник 1726, висок 16 хвати, који су платили Новосађани, Богдановићи - Недељко, Стојић и Василије. Браћа су и поставили звона, али и цркву покрили. Између 1742. године, када је продужена предња страна манастира, и 1750. године обновљена је црква. Изградња четвоространих манастирских конака завршена је 1753. године. Проигуман Пајсије подигао је пред црквом клисарницу са ћелијама и подрумом. Духовник Софроније обновио је ћелије. Хаџи Исаија из манастира Грабовца, направио је нове столове и крстове.
Током 1855-1856. године вршена је велика обнова здања и манастирских кровова. Кнез Михајло Обреновић је 1856. године дао манастиру 2000 ф. за оправку. А Карловчанин, адвокат Стефан Ристић, платио је да се плехом покрије олтар на капели Св. Максима, архиепископа и Деспота српског, у којој су тада биле мошти преподобне мајке Ангелине.
Георгије епископ Темишварски је 1751. године дао да се ослика олтар. Јован епископ Карансебешки је 1756. године реализовао осликавање средње цркве и изградио певнице. У цркви постоје два слоја зидног сликарства. Старији слој су фреске сликане између 1543. и 1546, а други слој су узане зидне слике које су настале између 1750. и 1756. године. На западној фасади цркве је фреска са представом страшног суда настала крајем XVII века.
Године 1724. манастирско братство је чинило 26 калуђера, међу којима су били: Никанор Мелентијевић, епископ Крушедолски, Атанасије архимандрит Крушедолски, проигумани Авакум и Георгије, Стефан духовник, Хаџи Авакум, те девет јеромонаха, шест ђакона и четири проста монаха.
У Другом светском рату, манастир није разорен, али је опљачкана богата и вредна манастирска ризница. Манастир је после рата обновљен.
У цркви, испред иконостаса, налазе се кивоти у којима су смештени остаци моштију светих Бранковића, тј. деспота Ђорђа Бранковића и његових родитеља, Ангелине и слепог Стефана Бранковића. Ти кивоти су направљени и обојени 1759. године захваљујући новосадском бирову Давиду Рацковићу. У припрати са десне стране налазила се зидана гробница Св. Максима (1838).
У манастирској цркви, у припрати леже и посмртни остаци многобројних значајних Срба. Између осталих ту су сахрањени: патријарх Арсеније III Чарнојевић (1706), митрополит Исаија Ђаковић (1708), патријарх Арсеније IV Јовановић Шакабента (1748), митрополит Викентије Поповић (1725), гроф Ђорђе Бранковић (ту од 1744), пуковник граничарски Атанасије Рашковић (умро 1753), војвода Стеван Шупљикац (1848), књегиња Љубица Обреновић и краљ Милан Обреновић.
- Епитаф патријарха Арсенија III Чарнојевића на улазу у цркву Манастира Kрушедол, крај прве деценије 18. века
- Гроб краља Милана
- Стеван Шупљикац
- Гроф Ђорђе Бранковић

По историјско-културној улози, по богатству ризнице манастира, чувеном иконостасу и живопису, другим реликвијама, манастир Крушедол је један од најзначајнијих Фрушкогорских манастира. Ту су се половином 19. века чувале повеље - хрисовуља Молдавског војводе из 1642. године (на влашком језику), затим она коју су 1685. године дали руски цареви Јован и Петар Алексијевић (на руском), те ону издату од стране војводе Каравлахијског 1707. године. У ризници је било и рукописно јеванђеље, које је написао 1514. године јеромонах Панкратије.
Манастир је био обнављан и 1938, у време архимандрита Саве Петковића.

## Благовештенска црква
Благовештенска црква грађена је у стилу моравске школе. Има облик триконхоса с кубетом; нартекс и наос покривени су полуобличастим сводом; апсиде су полукружне и споља и изнутра; кубепочива на луцима који оцртавају пандативе и спуштају се на стубове осмоугаоног пресека. Високи звоник, као и трем пред црквом, врата и прозори на цркви унели су нову барокну ноту у дотадашњи средњовековни манастирски амбијент.

### Фреске
Првобитне фреске, рађене у припрати 1543, а у осталим просторима 1545. и 1546. у средњовековној традицији замењене су новим фрескама 1750/51. и 1756. године до данас су добро очуване. Те фреске су изузетно важне због прекида са традиционалним средњовековним сликарством и обележавају улажење у барок. Владари из куће Немањића насликани су у костимима европских монарха 18. века. На сценама из Христовог живота јавља се линеарна и ваздушна перспектива, природни пејзаж. Приказује се анатомија и реалистичко третирање драперија. То све указује на велике промене у сликарству које је до тада било у идеалистичком византијском стилу.
- Са десне стране је Св. Ангелина, са леве стране Стефан, а у средини њихов син Јован Бранковић
- Део композиције Страшног суда, источни зид трема храма, између 1650. и 1666. године
- Унутрашњост цркве
- Фреске у олтару

### Иконостас
Иконостас се истиче по дрворезбарском раду. Иконостас је компонован од икона из четири периода. Најстарије су иконе апостола са Христом, Богородицом и Св. Јованом Крститељем, рад из половине XVI века. Поједини делови датирају из разних година 16, 17. и 18. века, али се повезују у складну целину. Од слика на иконостасу издваја се грандиозна композиција Деисис састављена од 9 икона које спадају у ред најлепших српских сликарских дела шеснаестог века. Већ средином 17. века иконостас је допуњен. Из тог периода су сачувани велики осликани дрворезбарени крст са пратећим иконама Јован Богослов и Богородица, као и надверје са представом Недремано око. После ове прве обнове иконостаса уследила је још једна, у другој половини 17. века. Тада су две узане иконе, Св. Кондрат и Св. Евстатије, додате на крајеве деизисног реда. Следеће промене на иконостасу везане су за комплексне радове на архитектури и ентеријеру цркве у периоду барокне онове средином 18. века. Тада су старе царске двери и престоне иконе замењене новим, које се и данас налазе на иконостасу. Престоне иконе се приписују украјинском сликару Јову Василијевичу, а сликарство на царским дверима мајстору блиском украјинском сликару.
- Најстарије иконе на иконостасу из XVI века
- Иконостас
- Иконостас

## Пет векова постојања Манастира Крушедол
На дан 13. августа 2009. године Српска православна црква, Епархија сремска и манастир Крушедол прославили су велики јубилеј - пет векова, пола миленијума, постојања ове велике српске светиње. Том приликом Свети Архијерејски Синод Српске православне цркве одликовао је манастир Крушедол орденом Светог Саве првог степена, који је после Свете Литургије уручен високопреподобном архимандриту игуману Сави.
У литератури се на више места наводи назив села и манастира Крушедо, а не Крушедол.

## Манастир данас
Манастиру је враћено, некада одузетих, 28 хектара шуме и 160 хектара обрадиве земље на којој сеју кукуруз и пшеницу.
Матица Српска и Институт за нуклеарне науке Винча су 2012. објавили научно конзерваторску студију Иконостас цркве манастира Крушедола. Подаци о конкретним уметнички делима упоређени са историјским записима, осветљавају процес развоја сликарских материјала и технологије кроз векове, као карактеристике значајних аутора, мајсторских радионица и школа.

## Галерија
- Манастир Крушедол, фотографија из 2018.
- Манастир Крушедол, фотографија из 2018.
- Манастир Крушедол, фотографија из 2018.
- Манастир Крушедол, фотографија из 2018.
- Манастир Крушедол, фотографија из 2018.
- Манастир Крушедол, фотографија из 2018.
- Гроб краља Милана у Крушедолу, издање књижаре Св. Огњановића, дописна карта, штампа, 14×9 цм, почетак 20. века. На аверсу је одштампано: Гроб краља Милана у Крушедолу, Издање књижаре Св. Огњановића.